# Saint-François-Xavier-de-Brompton
Saint-François-Xavier-de-Brompton es un municipio canadiense situado en la provincia de Quebec.

## Superficie
Saint-François-Xavier-de-Brompton tiene una superficie de 97,71 km².

## Demografía
En 2021, tenía 2469 habitantes, una densidad poblacional de 25,3 hab./km², y 1058 viviendas.